# Viktor Murnik
Viktor Murnik, slovenski telovadec, slovenski trener, pravnik in publicist, * 25. marec 1874, Ljubljana, † 1. januar 1964, Ljubljana.

## Življenje

### Otroštvo
Rodil se je v premožni ljubljanski družini očetu Jakobu in mami Josipini, rojeni Svetek. Njegov stric je bil Ivan (Janez) Murnik, politik in Sokol, imel pa je še dva starejša brata, Radota in Josipa. Med letoma 1884 in 1892 je v Ljubljani obiskoval Gimnazijo. Še kot gimnazijec se je vključi v telovadno društvo Ljubljanski sokol, kjer po maturi opravi vaditeljski izpit. V letih 1892 in 1893 služi vojaški rok, nato odide študirat pravo v Gradec (Graz), kjer je leta 1898 promoviran v doktorja prava.

### Pravnik
Po pripravništvu na ljubljanskem sodišču, leta 1900 dobi službo na Trgovski in obrtni zbornici, kjer naslednje leto postane glavni tajnik. Kot glavni tajnik zbornice je bil pobudnik ustanovitve trgovske akademije v Ljubljani in Ljubljanskega velesejma. Na lastno željo se je upokojil leta 1925.

### Sokol
Leta 1896 postane tajnik telovadnega društva in na njegovo pobudo je istega leta ustanovljen prvi moškegi vaditeljskegi zbora na Slovenskem, dve leti za tem pa še ženski. Oboje je pomenilo začetek organiziranega izobraževanja na področju telesne kulture. Leta 1904 prvič popelje slovensko telovadno vrsto na mednarodno tekmovanje. Leta 1907 vključi Ljubljanski sokol v mednarodno telovadno zvezo. 1911 v Torinu slovenska telovadna vrsta ekipno zasede četrto mesto in prejme pokal, ki velja za prvo mednarodno športno odličje osvojeno pod slovensko zastavo.
Po prvi svetovni vojni je mednarodna gimnastična zveza leta 1922 dodelila organizacijo Svetovnega prvenstva v športni gimnastiki Kraljevini SHS. Prvenstvo je v Ljubljani organiziral Viktor Murnik kot sploh prvo svetovno prvenstvo v katerikoli športni panogi na Slovenskem. Za potrebe prvenstva so v Ljubljani zgradili lesen stadion za 50 000 gledalcev, kar je še danes največji stadion, ki je bil postavljen na ozemlju Slovenije.
Pod njegovim vodstvom so trenirali vsi najboljši slovenski telovadci pred drugo svetovno vojno: Stane Vidmar dobitnik prve mednarodne kolajne za Slovenijo, Peter Šumi dvakratni zaporedni svetovni prvak v mnogoboju, Josip Primožič štirikratni svetovni prvak, Leon Štukelj trikratni olimpijski in petkratni svetovni prvak, Stane Derganc dobitnik dveh olimpijskih kolajn, Boris Gregorka, Anton Malej, Janez Porenta, Edvard Antosiewicz, Stane Hlastan.
Leta 1904 je ponovno obudi publicistično in založniško dejavnost na področju
telesne kulture na slovenskih tleh z ustanovitvijo revije Slovenski sokol, ki
jo je urejal in v njej tudi objavljal svoja dela. Slovenski sokol je izdajal do prve
svetovne vojne, po njej pa se pojavlja kot avtor člankov v Sokolu, Sokolskem
glasniku, Prednjaku, Soku, po drugi svetovni vojni pa objavlja svoja dela v
Vodniku. Razen med svetovnima vojnama, kjer je bil zapovedan kulturni
molk, se publicistična dejavnost na področju telesne kulture ni več prekinila.
V letih 1897 do 1905 je načelnik telovadnega društva Ljubljanski sokol, med letoma 1905 in 1924 pa starosrta društva.

### Sorodniki
Njegov stric Ivan Murnik je bil cesarski svetnik in starosta Južnega sokola, njegov brat Rado Murnik pa je bil pisatelj.

### Odlikovanja
- francoski red legije časti
- češki red belega leva
- jugoslovanski kraljevi red svetega Save 4. stopnje
- jugoslovanski kraljevi red svetega Save 2. stopnje
- jugoslovanski red zaslug za ljudstvo I. reda